# Alternaria iridis
Alternaria iridis är en svampart som beskrevs av Cooke & Ellis . Alternaria iridis ingår i släktet Alternaria och familjen Pleosporaceae.   Inga underarter finns listade i Catalogue of Life.